# Антон Арієта
Антон Арієта-Араунабенья П'єдра (ісп. Antón Arieta-Araunabeña Piedra; 6 січня 1946, Дуранго, Іспанія — 7 травня 2021) — іспанський футболіст, що грав на позиції нападника. Виступав за національну збірну Іспанії.
Дворазовий володар кубка Іспанії.

## Клубна кар'єра
У дорослому футболі дебютував 1964 року виступами за команду клубу «Атлетік Більбао», в якій провів десять сезонів, взявши участь у 261 матчі чемпіонату. Більшість часу, проведеного у складі «Атлетика», був основним гравцем атакувальної ланки команди.
Завершив професійну ігрову кар'єру у клубі «Еркулес», за команду якого виступав протягом 1974—1976 років.

## Виступи за збірну
1970 року дебютував в офіційних матчах у складі національної збірної Іспанії. Протягом кар'єри у національній команді, яка тривала три роки, провів у формі головної команди країни сім матчів, забивши чотири голи.

## Досягнення
- Володар кубка Іспанії:

«Атлетік Більбао»: 1969, 1973